# Roberto Calovi
Roberto Calovi (Mezzolombardo, 26 marzo 1963) è un ex pistard e ciclista su strada italiano.

## Carriera
Nato nel 1963 a Mezzolombardo, in Trentino, a 21 anni ha partecipato ai Giochi olimpici di Los Angeles 1984, nell'inseguimento individuale su pista, passando il turno di qualificazione da 7º con il tempo di 4'49"89, ma uscendo agli ottavi di finale contro l'olandese Jelle Nijdam e chiudendo 10º totale.
Nel 1985, a 22 anni, è passato professionista con la Gis Gelati, con la quale ha preso parte al Giro d'Italia di quell'anno, arrivando 98º, e ha ottenuto una vittoria, sempre nel 1985: il cronoprologo della Tirreno-Adriatico a Santa Marinella, indossando quindi per un giorno la maglia di leader della classifica generale. 
Dopo un'altra stagione alla Gis Gelati ha chiuso la carriera nel 1986, a 23 anni.

## Palmarès

### Strada
- 1985 (Gis Gelati, una vittoria)

Prologo Tirreno-Adriatico (Santa Marinella, cronometro)

## Piazzamenti

### Strada

#### Grandi Giri
- Giro d'Italia

1985: 98º

### Pista

#### Competizioni mondiali
- Giochi olimpici

Los Angeles 1984 - Inseguimento individuale: 10º